# Ska-P
Ska-P est un groupe espagnol de ska punk, originaire du quartier de Vallecas, à Madrid. Il est formé en 1994 autour d'un groupe d'amis dont Pulpul et certains des membres actuels comme le bassiste Julio Cesar Sanchez et le claviériste Kogote. Le groupe se fait connaître par ses revendications ouvertes contre les injustices politiques et sociales, aux accents révolutionnaires, partageant certaines revendications du Pays basque espagnol et dénonçant entre autres la pauvreté, la mondialisation, l'impérialisme américain, la religion, la corruption politique, la guerre, la violence animale, le racisme, la monarchie espagnole ou encore militant pour la légalisation du cannabis.
Le groupe effectue deux pauses dans sa carrière, de 2005 à 2008, ainsi que de 2014 à 2018. Le groupe fait son retour en 2018 avec son album Game Over avant de se remettre en pause en 2023.

## Histoire

### Débuts et popularité (1994–1999)
Ska-P est formé en 1994 autour de Pulpul, Yanclas, Julio Cesar Sanchez, Kogote et Pako. Après quelques mois de répétitions, le groupe sort 0,7, un premier album déjà provocateur auto-produit puis réédité quelques années plus tard par Sony. Malgré cela, le groupe ne connait pas le succès ; ils jouent dans de petites salles pour peu de gens malgré les morceaux Como un Rayo, hymne au club de football Rayo Vallecano, et 0,7.
0,7, sorti en 1994 chez AZ Records, n'est pas le premier album de Ska-P. En effet, il précède d'un album rarissime baptisé par les membres du groupe Vamos Rayito, album vendu à la sauvette au tout début de l'année 1994 à l'entrée des matchs du Rayo Vallecano. Toni Escobar quitte le groupe (ne pouvant concilier ce dernier et son travail) tandis que Ska-P engage Joxemi en provenance de Navarre. Ils engagent également Pipi, en tant que showman, un ami du groupe qui, jusque-là, les aidait à charger le matériel. Avec Ska-P, les deux hommes répètent et composent nuit et jour pour la sortie de l'album suivant, El Vals del Obrero et grâce à la chanson Cannabis, le groupe connaît un succès en France, et en Amérique latine.
Le groupe sort ensuite Eurosis, après deux mois de repos, tournant en Espagne et de plus en plus en France. Ils réalisent également leur première tournée en Amérique latine et plus précisément en Argentine en première partie du groupe Attaque 77, dont un concert au stade Obras devant 4 000 personnes, ainsi qu'au Mexique, tournée qui aura duré un mois. Pako quitte ensuite le groupe, remplacé par Luismi juste avant une tournée en Italie et un passage au festival Arezzo Wave devant 10 000 personnes.

### Planeta Eskoriaet¡¡ Que Corra La Voz!!(2000–2004)

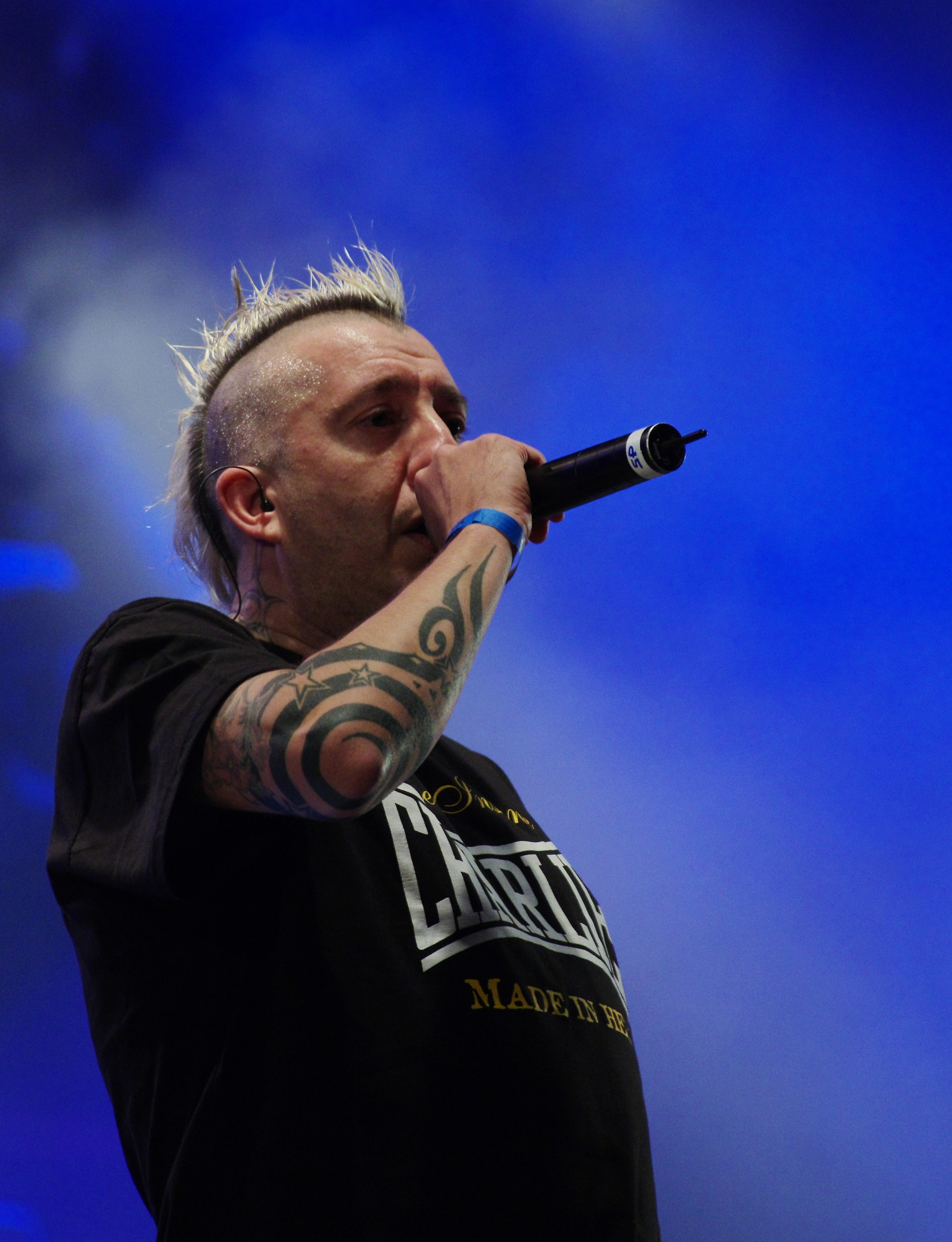
Pipi en concert en 2013.

L'année 2000 accueille un nouvel album Planeta Eskoria très engagé contre le gouvernement espagnol, où les membres du groupe durcissent leur son, et deviennent un peu plus sérieux. Leurs concerts sont déjà répartis entre la France, l'Italie, la Suisse et l'Espagne. En 2001, le groupe joue à la Fête de l'Humanité à La Courneuve devant plus de 50 000 spectateurs, en première partie de Manu Chao,. Ce concert sort plus tard en 2013 sous format DVD et sous le titre Todo Ska-P.
En 2002 sort ¡¡Que Corra la Voz!! comportant la chanson Welcome to Hell, une chanson s'opposant à la peine de mort. Peut-être le disque le plus complet de Ska-P, puisqu'eux-mêmes le considèrent comme un mélange parfait de la personnalité des membres du groupe. Il contient beaucoup de moqueries, beaucoup d'ironie et d'autres styles. Le groupe tourne désormais aux quatre coins de l'Europe dans des pays comme la Hongrie, l'Autriche, les Pays-Bas, la Belgique, et aussi en Amérique du Sud : en Argentine, au Chili, au Mexique, ainsi qu'en Amérique du Nord. Ska-P termine en 2003 avec Incontrolable, un album live contenant un DVD avec 13 clips enregistrés à Paris et à Nyon, en Suisse, et des images de la tournée européenne.

### Pause indéterminée (2005–2007)
Le groupe démarre une longue pause indéterminée début 2005 après 10 ans de service, mais assure cependant une ultime tournée durant l'été 2005 qui s'est achevée par un concert à Buenos Aires, en Argentine, au festival Pepsi Music devant plus de 10 000 personnes, au stade La Cubierta. Pulpul continue de composer pour un éventuel album, tandis que Joxemi en profite pour mieux s'investir dans un groupe du nom de No Relax créé en 2003 avec une chanteuse italienne, qui sortira trois albums du nom de Gridalo!, Virus de rebelión et de Indomabile. Quant à Pipi, il fait également partie d'un nouveau groupe : The Locos dont il est le chanteur principal et dont le premier album Jaula de Grillos sort au début de l'été 2006. Kogote lui joue avec le groupe de reggae espagnol Salida Nula.
Pulpul annonce sur le site officiel de Ska-P, le 12 novembre 2007, (soit 2 ans jour pour jour après le dernier concert de Ska-P en Argentine) que des essais allaient être effectués avec les anciens membres du groupe en janvier 2008 afin de voir quel était l'état d'esprit général du groupe et ce qu'il restait de l'ancien répertoire. Ceci pour un possible nouvel album prévu pour fin 2008. En janvier 2008, Joxemi déclare dans un communiqué (sur le site internet du groupe) son intention de se replonger également dans l'aventure Ska-P, et annonce également que le prochain album du groupe devrait sortir en octobre 2008, sortie suivie d'une tournée. Le 22 avril 2008 le groupe annonce qu'il reprend du service.

### Retour et deuxième pause (2008–2014)

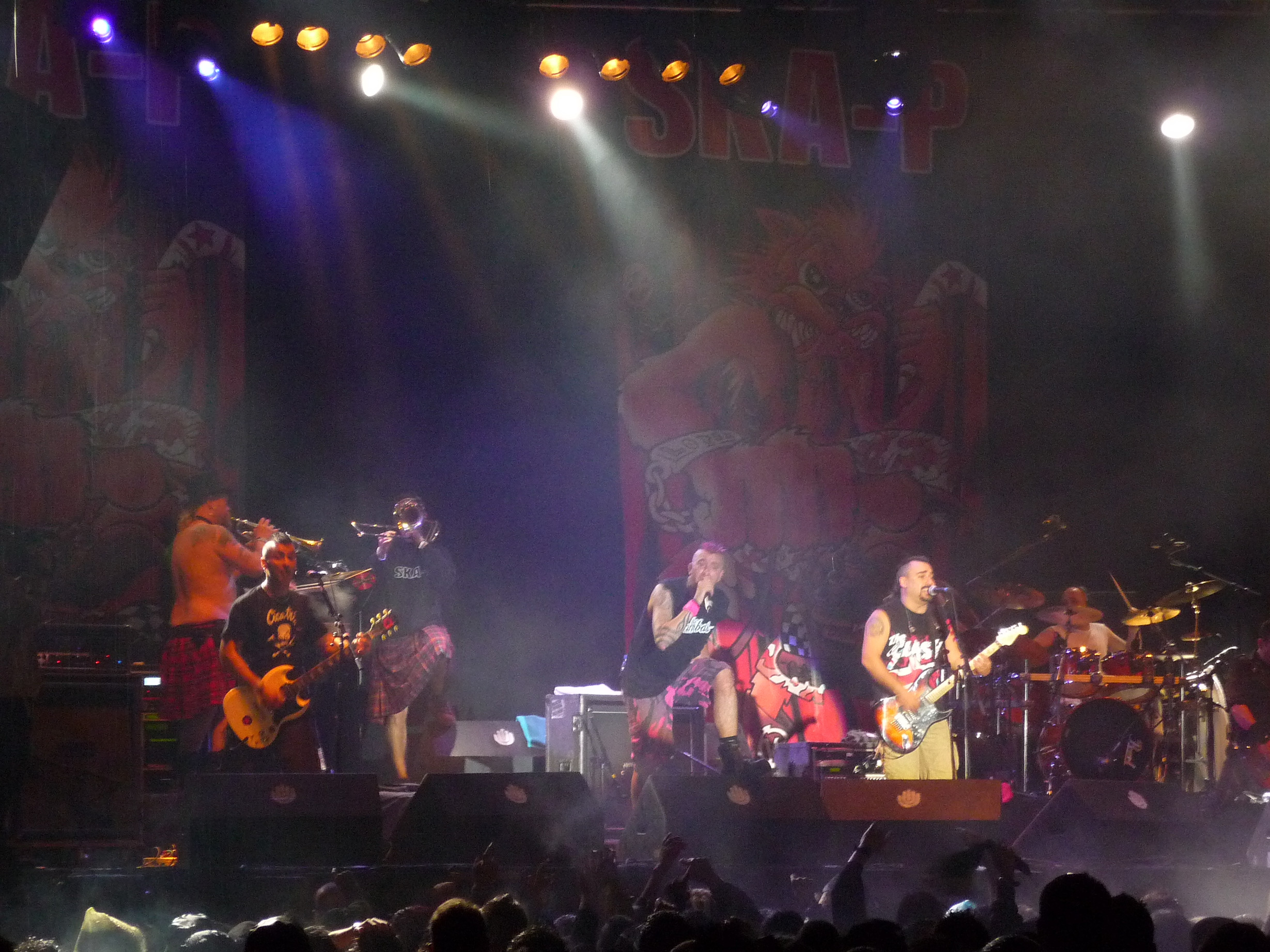
Ska-P, pendant sa tournée Lágrimas y Gozos.

Ska-P reprend du service après avoir annoncé leur retour. Un nouvel album intitulé Lágrimas y Gozos et comprenant treize titres sort le 7 octobre 2008. Le groupe donne un concert (complet) au zénith de Paris[source secondaire souhaitée] le 19 décembre 2008. Ska-P revient au stade La Cubierta le 27 décembre 2008 pour la seule date espagnole de la tournée. En 2009, Ska-P part en tournée en Europe et en Amérique Latine. Ils participent aussi au Paléo Festival Nyon (Suisse, canton de Vaud) le 24 juillet, et au festival Emmaüs Lescar-Pau le 30 juillet.
En 2013, Ska-P sort un nouvel album de 15 chansons (dont une instrumentale). L'album sort le 5 mars. Il s'intitule 99 % et contient deux singles : Se acabó et Canto a la rebelión. La tournée qui accompagne l'album débute en mars, et continue en 2014. L'album est nommé aux Grammy Latinos dans la catégorie de « meilleur album de rock », mais Ska-P refuse la nomination. Plus tard, le groupe arrête la tournée 2014 et ne reprend pas en 2015. Pulpul (le chanteur) indique en novembre 2015 via un communiqué qu'il a des problèmes d’acouphènes.

### Game OveretSeguimos(2017–2023)
En novembre 2017, le groupe annonce sur sa page Facebook qu'il pourrait rentrer en studio durant l'année 2018. Pulpul annonce que 11 morceaux seraient d'ores et déjà écrites et pourraient donner naissance à un nouveau CD[source secondaire souhaitée]. Cette annonce est faite au conditionnel à cause des récents et sérieux problèmes auditifs de ce dernier, qui désormais pourrait être de nouveau apte à monter sur scène. Le groupe annonce également en même temps l'éviction de Pipi. À la suite des « relations difficiles » entre Pipi et le reste du groupe, ce dernier ne prendra part ni à l'album ni à la tournée prochaine. Le 20 mai 2018, sur la page Facebook du groupe, Luismi, batteur du groupe depuis 1998, publie un message expliquant qu'il est contraint de quitter son poste à la suite d'un infarctus survenu alors que le groupe enregistrait le nouvel album. Il est remplacé par Ivan Pozuelo (Güevo) pour la fin de l'enregistrement et le remplacera à son poste pour une période indéterminée[réf. souhaitée].
En février 2022, ils sortent le single Estimado John, qui devient le premier de leur nouvel album Seguimos (2023). En mai de la même année, ils sortent la suite, Las Flores ; en septembre, El Chupacabras, et en juin 2023, El Ático, Seguimos étant leur EP avec le plus petit nombre de chansons.
Lors de la tournée 2023, le 15 juillet, la police de Munich, en Allemagne, interdit au groupe de jouer le morceau Intifada, qu'elle considère comme « criminelle » et antisémite, sous la menace d'arrêter tout le monde : musiciens, techniciens et organisateurs du festival. Ce même été, le groupe confirme une nouvelle interruption pour une durée indéterminée. Pulpul assure qu'il ne s'agit pas de problèmes internes, mais explique qu'une scène était arrivée à son terme.

## Thèmes et idées
Ska-P est un groupe engagé qui ne cache pas ses opinions anarchistes dans ses chansons, ses pochettes d'albums ou encore ses concerts. Dès son premier album, le groupe ne manque pas de critiquer le racisme, fascisme, sionisme, les corridas, le traitement du tiers monde, la corruption mais aussi des sujets plus « légers » tels que la téléréalité[source secondaire souhaitée].
Le deuxième album est encore plus engagé que le premier mais celui-ci critique ouvertement l'Espagne, le chômage mais il est avant tout connu pour sa chanson Cannabis pour la légalisation du cannabis. Le groupe rend hommage avec cet album aux prolétaires et à sa mascotte El Gato Lopez. Le troisième album Eurosis s'attaque également à l'Espagne, et à son roi, avec pas moins de trois chansons les visant. Le groupe fait référence à l'Amérique latine dans deux de ses chansons, alors que la pochette de l'album critique l'euro, la monnaie commune européenne. Le quatrième album Planeta Eskoria est déjà provocateur par son titre (traduit en français Planète Déchet), et ses critiques sont dirigées vers diverses cibles, telles que la xénophobie, les violences conjugales, les inégalités sociales. Le groupe s'attaque aussi au Pape.
Dans son cinquième album ¡¡Que Corra la Voz!!, le groupe parle de révolution et de drogue, mais il s'attaque surtout aux charlatans et à la peine de mort. Dans son sixième album Lágrimas y Gozos, le groupe s'attaque de nouveau ouvertement à l'Église catholique et à la corrida. Le groupe part également en guerre contre le prosélytisme[source secondaire souhaitée].

## Membres

### Membres actuels
- Pulpul - guitare, chant (1994–2023)
- Kogote - clavier (1994–2023)
- Julio Cesar Sanchez (Julio) - basse (1994–2023)
- Joxemi - guitare (1995–2023)
- Güevo - batterie (2021–2023)

### Membres additionnels
- Gari (Garikoitz Badiola) - trombone (2003–2023)
- Txikitin (Alberto Iriondo) - trompette (2003–2023)
- Juanan Rivas - trompette, violon, chœurs (2018–2023)
- Eloi Yebra - acteur, showman (tournée de l'album Game Over)

### Anciens membres
- Pako - Francisco Javier Navio plus connu sous le nom de Pako était le premier batteur de Ska-P entre 1994 et 1998. Il a grandi à Fontarrón dans la banlieue de Madrid ; il commence la musique avec des amis, puis il fonda Ska-P en 1994 avec Pulpul. Il est remplacé par Luismi en 1998.
- Yanclas - Toni Escobar plus connu sous le nom de Yanclas était le premier guitariste de Ska-P. Il apparait sur 0,7 le premier album du groupe avant d'être remplacé par Joxemi en 1995.
- Pipi - chant (1995-2014). Il était le second chanteur et showman de Ska-P jusqu'en 2014. À la suite de différends avec le groupe ce dernier ne prendra pas part aux nouveaux projets du groupe à partir de 2018. À la séparation de Ska-P en 2005 il crée le groupe The Locos et jouait en parallèle dans les deux groupes depuis . En novembre 2017, le groupe annonce son départ sur les réseaux sociaux.
- Luismi - batterie (1998-2018) - Victime d'un infarctus durant l'enregistrement de '"Game Over, il est contraint de céder sa place à Ivan Pozuelo Güevo pour la fin de l'enregistrement ainsi que la tournée, et ce pour une durée indéfinie. Il apparaît cependant dans les clips vidéo des chansons Jaque al Rey et No le Voy a Hacer Mas. Il est définitivement remplacé par ce dernier en 2021.

### Production
- Tony Lopez - direction et réalisation, quelques participations aux chœurs
- Marisa Martin - assistante de production

## Discographie

### Albums studio
| Année | Album                      | Charts[source insuffisante] | Charts[source insuffisante] | Charts[source insuffisante] | Charts[source insuffisante] |
| Année | Album                      | Drapeau de la France        | Drapeau de la Suisse        | Drapeau de l'Espagne        | Drapeau de l'Italie         |
| ----- | -------------------------- | --------------------------- | --------------------------- | --------------------------- | --------------------------- |
| 1994  | 0,7                        | -                           | -                           | -                           | -                           |
| 1996  | El Vals del Obrero         | -                           | -                           | -                           | -                           |
| 1998  | Eurosis                    | -                           | -                           | -                           | -                           |
| 1999  | Ska-p en concierto         | 55                          | -                           | -                           | -                           |
| 1999  | Seguimos en pie            | -                           | -                           | -                           | -                           |
| 2000  | Planeta Eskoria            | 30                          | -                           | -                           | -                           |
| 2002  | ¡¡Que Corra la Voz!!       | 21                          | 84                          | -                           | 29                          |
| 2003  | Incontrolable              | 50                          | 41                          | -                           | -                           |
| 2008  | Lágrimas y Gozos           | 88                          | 22                          | 6                           | 30                          |
| 2013  | Todo Ska-P                 | -                           | 23                          | 16                          | -                           |
| 2013  | 99 %                       | 73                          | 37                          | 3                           | 40                          |
| 2016  | Live in Woodstock Festival | -                           | -                           | -                           | -                           |
| 2018  | Game Over                  | -                           | -                           | -                           | -                           |
| 2023  | Seguimos                   | -                           | -                           | -                           | -                           |

### Autres
- 2001 : Señor Matanza (sur la compilation Mano Negra Illegal)
- 2015 : La Pegatina (en) - Una Mirada (feat. Ska-P)

## Vidéographie

### Concerts
Ces vidéos contiennent des concerts enregistrés.
- 1998 : Ska-P en concierto (VHS)
- 1999 : Seguimos en pie (VHS, DVD)
- 2003 : Incontrolable (DVD accompagné d'un CD audio)
- 2016 : Ska-P - live in Woodstock (CD-DVD)